# Paul Burckhardt (Künstler)
Paul Burckhardt (* 12. Mai 1880 in Rüti, Kanton Zürich; † 14. Januar 1961 in Basel) war ein Schweizer Architekt, Maler, Zeichner, Illustrator und Autor.

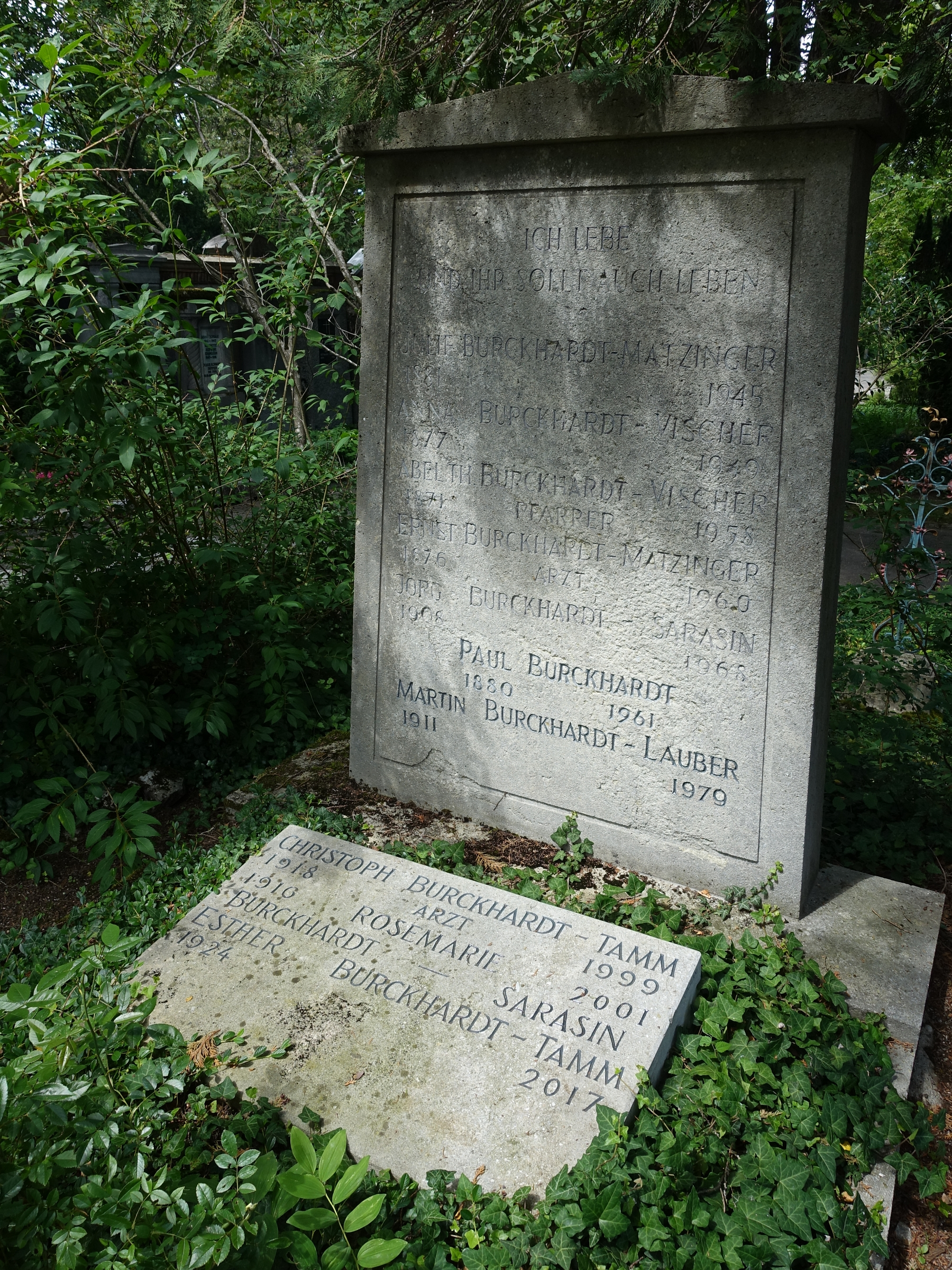
Familiengrab, Wolfgottesacker

## Leben und Werk
Paul Burckhardt war ein Sohn des Dekans und Pfarrers Abel Burckhardt (1841–1883) – einem Sohn des gleichnamigen Pfarrers und Komponisten Abel Burckhardt – und der Karolina Luise, geborene Hess (1846–1926). Diese war die Tochter des Johann Jakob Hess. Burckhardts älterer Bruder war Carl Burckhardt. Sein Onkel war Titus Burckhardt und der Neffe Ernst Friedrich Burckhardt.
Nach dem frühen Tod des Vaters zog die Mutter mit ihren Kindern nach Basel. Paul Burckhardt absolvierte bei Jakob Eduard Vischer-Sarasin und Rudolf Eduard Fueter-Gelzer eine Lehre zum Architekten. Anschliessend studierte er an der Technischen Hochschule München bei Carl Hocheder und Martin Dülfer. Das Studium beendete Burckhardt in Darmstadt bei Joseph Maria Olbrich. Nach Basel zurückgekehrt, übernahm Burckhardt gemeinsam mit Rudolf Linder einige Architekturbauten. Schliesslich widmete er sich als Autodidakt ganz der Landschaftsmalerei.
Burckhardt unternahm 1905 zusammen mit seinen Freunden Paul Basilius Barth, Paul Altherr und Hermann Meyer (1878–1961) eine Studienreise nach Süditalien. 1911/1912 hielt er sich in Holland auf. Seine Werke stellte Burckhardt u. a. in der Kunsthalle Bern, Kunsthalle Basel, Kunstmuseum Basel, Kunsthaus Zürich, Kunstmuseum St. Gallen, Kunsthaus Glarus aus.
Nach dem Ersten Weltkrieg besucht Burckhardt seine Schwester Maria (1883–1959), die mit ihrem Gatten und Missionar Paul Eduard Burckhardt (1884–1976) in Britisch-Indien lebte. Paul Burckhardt verfasste und illustrierte später die Schrift Reiseschilderung eines Malers. Zudem schrieb er das Kochbüchlein für Einzelgänger und Die heiteren Reiserlebnisse eines Malers in Italien. Burckhardt fand seine letzte Ruhestätte auf dem Wolfgottesacker in Basel.